# 加馬加湖虹銀漢魚
加馬加湖虹銀漢魚（學名：Melanotaenia kamaka）為輻鰭魚綱銀漢魚目虹銀漢魚科的其中一種，分布於印尼加馬加湖流域，為熱帶魚類，體長可達6.1公分，棲息在底中層水域，生活習性不明。

## 擴展閱讀
維基物種上的相關：加馬加湖虹銀漢魚